# Фабрицио Сантафеде
Фабрицио Сантафеде (на италиански: Fabrizio Santafede), (Неапол, 1560 г. – Неапол, 1634 г) е италиански художник от времето на стила Барок.

## Биография
Фабрицио Сантафеде е ученик на сиенския художник Марко Пино, който е работил в Неапол през последните години от живота си, между 1580 и 1587 г. Картините на Сантафеде са повлияни от тосканско-венецианския Маниеризъм, калибрирани и омекотени през годините чрез възстановяване на стари модели. Фабрицио Сантафеде бива наричан Неаполитанския Рафаело.
През 1593 г. той е най-добрият и известен художник в Неапол. Извикан е в Бургос, Испания, където рисува картината „Благовещението“ за катедралата „Санта Мария“. В неаполитанската църква „Сан Северино и Сосио“ художникът рисува олтарната картина „Мадоната с детето и светиите Бенедето, Мауро и Плачидо“ за параклиса на Медичите.
По-късно той изучава работата на Караваджо и на други тоскански художници като Санти ди Тито и Доменико Крепси.
През 1603 г. и през 1608 г. той е натоварен със създаването на две картини за „Пио Монте дела Мизерикордия“ в Неапол, които са Христос в къщата на Марта и Мария и Свети Петър възкресява Тавит.
Други важни картини са „Коронацията на Дева Мария“ рисувана 1601 г. за църквата „Санта Мария ла Нова“, „Мадоната и Светиите“ рисувана 1606 г. за Монтеолието, както и произведения поръчани от частни лица. Вероятно негова изработка са и картините „Мадоната с ангели и Св. Бонавентура“, „Свети Франциск и Лудовик д'Анджо“, поставени в главния олтар на църквата „Сан Бонавентура“, Неапол.
Работил е и в други градове в южна Италия, но и в северната част на страната и в Испания.
Сред учениците му е Джовани Де Грегорио, известен като Пиетрафеса.

## Картини на Фабрицио Сантафеде
- Фабрицио Сантафеде,
Свети Петър възкресява Тавит,
„Пио Монте дела Мизерикордия“, Неапол
- Фабрицио Сантафеде
Христос в къщата на Марта и Мария,
„Пио Монте дела Мизерикордия“, Неапол
- Фабрицио Сантафеде,
„Коронацията на Дева Мария“,
църквата „Санта Мария ла Нова“
- Фабрицио Сантафеде,
„Папа Клемент VIII благославя монахини кармелитки“
- Фабрицио Сантафеде
„Преклонението на овчарите“ 
Частна колекция